# Televi-Kun
Televi-Kun (てれびくん?, Terebikun) è un mensile giapponese fondato nel 1976 e pubblicato da Shogakukan. 
Il target della rivista sono i ragazzi delle elementari, che non leggono però gli shōnen. Il mensile ha pubblicato numerose serie di successo, tra cui Doraemon, Kamen Rider, Super sentai, Ultra e Metal Heroes. 
Il nome della rivista proviene dall'unione della parola "television" con il suffisso maschile "kun", usato in Giappone come onorifico per i ragazzi.